# Bessé-sur-Braye
Bessé-sur-Braye is een gemeente in het Franse departement Sarthe (regio Pays de la Loire). De plaats maakt deel uit van het arrondissement Mamers. Bessé-sur-Braye telde op 1 januari 2022 2.025 inwoners.

## Geografie
De oppervlakte van Bessé-sur-Braye bedroeg op 1 januari 2022 20,6 vierkante kilometer; de bevolkingsdichtheid was toen 98,3 inwoners per km².

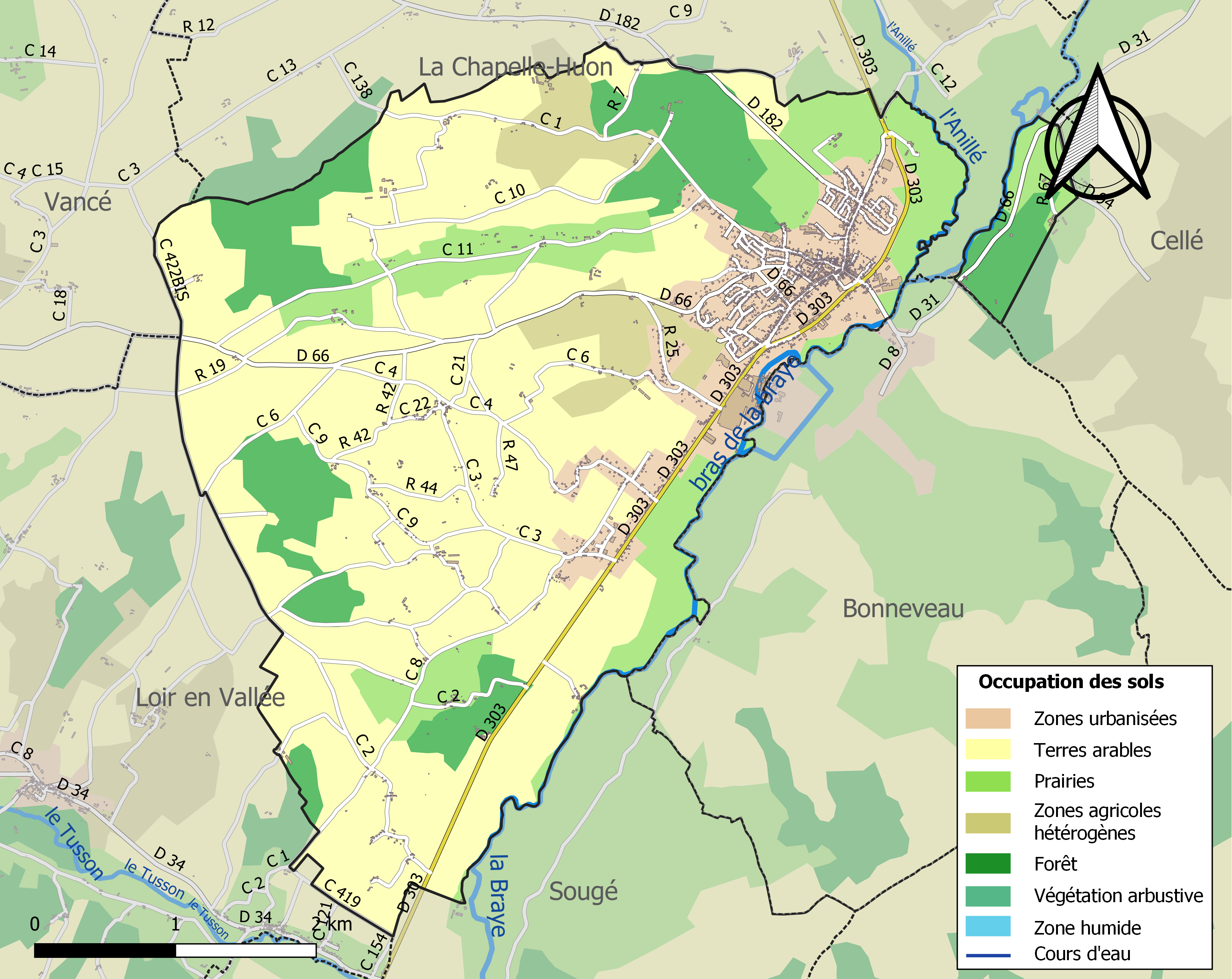
Kaart van de gemeente met de belangrijkste infrastructuur, bodemgebruik en omliggende gemeenten

## Demografie
Onderstaande figuur toont het verloop van het inwonertal (bron: INSEE-tellingen).